# Gilbert Gottfried
Gilbert Jeremy Gottfried (New York, 28 febbraio 1955 – New York, 12 aprile 2022) è stato un comico, attore e doppiatore statunitense, conosciuto soprattutto per aver doppiato il personaggio di Iago nel film di Aladdin e nei due seguiti, e per il ruolo del preside Igor Peabody, principale antagonista nella serie di film Piccola peste.
Negli Stati Uniti era molto noto anche come stand up comedian per il suo umorismo politicamente scorretto (in inglese detto "edgy humour") e black su temi scomodi come razza, religione, sesso e anche sull'11 settembre.

## Biografia
Nasce a Brooklyn, borough di New York, il 28 febbraio del 1955 da una famiglia ebraica, ultimogenito di tre figli. Il padre Max era proprietario di un negozio di computer, mentra la madre Lilian Zimmerrman era casalinga. All'età di quindici anni, Gottfried cominciò a fare il comico stand-up a New York e, dopo pochi anni, divenne piuttosto noto. Nel 1980 il popolare NBC programma Saturday Night Live venne riorganizzato con un nuovo staff e nuovi comici; i produttori avevano notato Gottfried e lo assunsero come membro regolare del cast. Durante la stagione 1980-1981, il personaggio di Gottfried negli sketch del SNL era molto diverso dalla sua caratterizzazione successiva: infatti durante lo show Gottfried ancora non parlava con la sua tipica voce stridula e sgradevole, né teneva gli occhi sempre socchiusi.

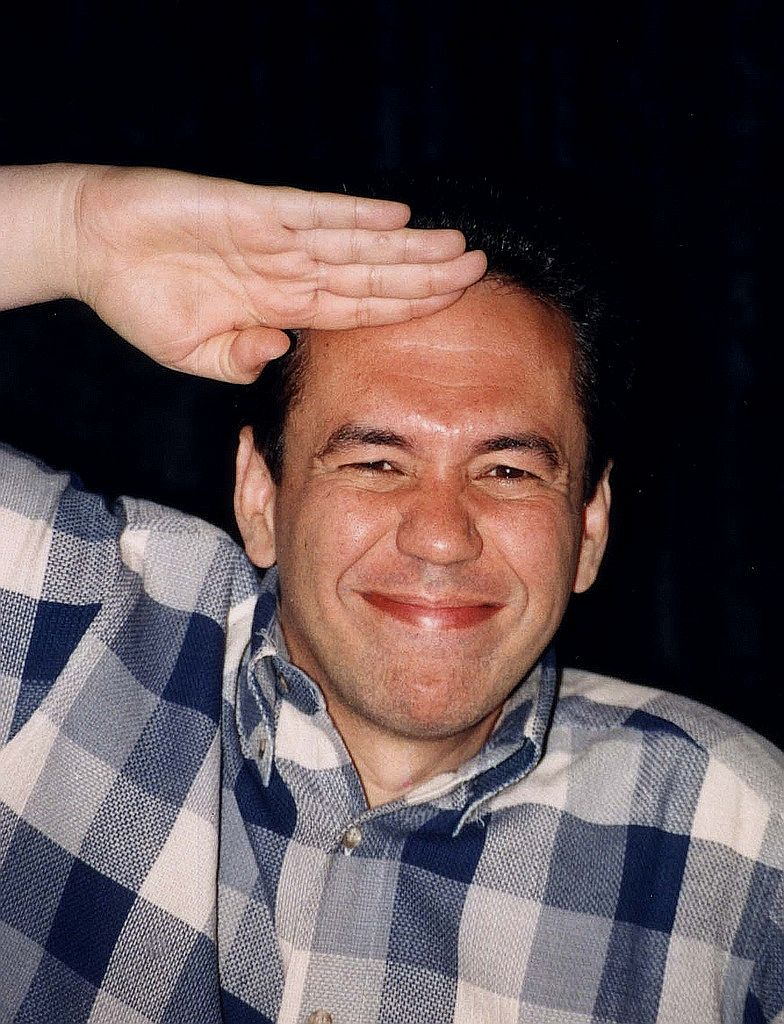
Gottfried nel 1999

Durante il programma ebbe relativamente poco spazio, e venne utilizzato solo in alcune scenette. Gottfried ricorda che il punto più basso per lui fu dover interpretare un cadavere in uno sketch su un organista ingaggiato per suonare durante un funerale. Nonostante questo, riuscì ad avere un personaggio ricorrente (Leo Waxman, marito di Denny Dillon) e fece anche le imitazioni di due personaggi famosi: David A. Stockman e il controverso regista Roman Polanski.
Anche se non regolarmente, apparve in seguito nella serie TV del 1992 The Amazing Live Sea Monkeys e prestò la sua voce al dentista folle "Dr. Bender" e a suo figlio Wendell nello show Due fantagenitori, e fu anche la voce di Jerry della Elf Belly Button su Ren and Stimpy. Quando gli venne chiesto come si era preparato per il doppiaggio di Iago in Aladdin, disse: "Ho fatto come De Niro: mi sono trasferito in Sud America e ho vissuto per un po' tra gli alberi". Nel 1994 diede voce al maggiolino Porfirio nel film di Don Bluth Thumbelina - Pollicina.
Nel 2019 appare come Guest star nell'episodio 170 dell'Angry Video Game Nerd nel ruolo di Fred Fuchs.

### Vita privata
Dopo dieci anni di fidanzamento ha sposato la produttrice Dara Kravitz nel 2007. I due hanno avuto due figli: Lily Aster (2007) e Max Aaron (2009).
Gottfried fu affetto per molti anni da distrofia muscolare miotonica; morì a New York il 12 aprile 2022 all'età di 67 anni, a causa di un'improvvisa tachicardia ventricolare, complicanza della sua malattia, e che lo aveva già colpito in maniera ricorrente. È sepolto presso il cimitero Sharon Gardens di Valhalla, New York. Come epitaffio sulla tomba è incisa una sua celebre battuta: "Too Soon" ("troppo presto").

## Filmografia parziale

### Attore

#### Cinema
- Beverly Hills Cop II - Un piedipiatti a Beverly Hills II (Beverly Hills Cop II), regia di Tony Scott (1987)
- Don, un cavallo per amico (Hot to Trot), regia di Michael Dinner (1988)
- Le avventure di Ford Fairlane (The Adventures of Ford Fairlane), regia di Renny Harlin (1990)
- Piccola peste (Problem Child), regia di Dennis Dugan (1990)
- Senti chi parla 2 (Look Who's Talking Too), regia di Amy Heckerling (1990)
- Piccola peste torna a far danni (Problem Child 2), regia di Brian Levant (1991)
- Autostrada per l'inferno (Highway to Hell), regia di Ate de Jong (1991)
- Un milione di modi per morire nel West (A Million Ways to Die in the West), regia di Seth MacFarlane (2014)
- The Comedian, regia di Taylor Hackford (2016)

#### Televisione
- Piccola peste s'innamora (Problem Child 3), regia di Greg Beeman (1995) - film TV
- Saturday Night Live (1980-1998)
- Hannah Montana - serie TV, 1 episodio (2008)
- Smiling Friends - serie TV, 1 episodio (2022)
- Date da mangiare a Phil (Somebody Fedd Phil) - serie TV, 1 episodio (2022)

### Doppiatore
- Aladdin (1992)
- Thumbelina - Pollicina (1994)
- Il ritorno di Jafar (1994)
- Aladdin - serie TV, 83 episodi (1994-1995)
- Timon e Pumbaa - serie TV, 1 episodio (1995)
- Aladdin e il re dei ladri (1996)
- Il dottor Dolittle (1998)
- House of Mouse - Il Topoclub - serie TV, 7 episodi (2001-2002)
- Topolino & i cattivi Disney (2002)
- Lemony Snicket - Una serie di sfortunati eventi (2004)
- Disney Princess: Le magiche fiabe - Insegui i tuoi sogni (2007)
- Animal Crackers, regia di Scott Christian Sava, Tony Bancroft e Jaime Maestro (2017)
- Smiling Friends - serie TV, 1 episodio (2022)

## Doppiatori italiani
Nelle versioni in italiano delle opere in cui ha recitato, Gilbert Gottfried è stato doppiato da:
- Edoardo Nevola in Piccola peste, Piccola peste torna a far danni, Piccola peste si innamora (ridoppiaggio)
- Massimo Lodolo in Beverly Hills Cop II - Un piedipiatti a Beverly Hills II, Date da mangiare a Phil
- Vittorio Stagni in Senti chi parla 2
- Gianni Quillico in Piccola peste si innamora
- Luigi Rosa in Anger Management
- Mino Caprio in Law & Order - Unità vittime speciali
- Sergio Luzi in L'ultimo Sharknado - Era ora!

Da doppiatore è sostituito da:
- Marco Bresciani in Aladdin, Il ritorno di Jafar, Aladdin (serie animata), Aladdin e il re dei ladri, House of Mouse - Il Topoclub, Topolino & i cattivi Disney, Disney Princess: Le magiche fiabe - Insegui i tuoi sogni
- Francesco Vairano in Thumbelina - Pollicina
- Teo Bellia in Il dottor Dolittle
- Claudio Moneta in The Ren & Stimpy Show